# 1169
Il 1169 (MCLXIX in numeri romani) è un anno  del XII secolo.

## Eventi
- 4 febbraio - Intorno alle 7 del mattino un violentissimo terremoto (e maremoto) scuote la Sicilia orientale, danneggiando in modo grave principalmente le città di Catania, Modica, Lentini e Piazza Armerina. Siracusa viene interessata, secondo la cronaca di Bernardo Maragone, soprattutto dagli effetti del maremoto. Il terremoto provoca danni anche a Messina, secondo Romualdo Salernitano. Circa 20 000 morti nella sola città di Catania
- 8-12 marzo - A capo di una coalizione composta da più di una decina di principi, Andrea Bogoljubskij ordina un devastante sacco di Kiev
- Novgorod sconfigge Suzdal'.

## Nati
- 14 settembre - Alessio II Comneno, imperatore bizantino († 1183)
- Teodoro Brana, nobile bizantino
- Muhammad II di Corasmia, sovrano († 1220)
- Nasu no Yoichi, militare giapponese († 1232)
- Taira no Atsumori, militare giapponese († 1184)
- Kujō Yoshitsune, poeta giapponese († 1206)
- Al-Malik al-Afdal 'Ali, re curdo († 1225)

## Morti
- 4 febbraio - Giovanni d'Aiello, vescovo cattolico italiano
- 6 febbraio - Teodoro II d'Armenia, principe
- 23 marzo - Shirkuh, generale curdo
- 27 giugno - Gerhoh di Reichersberg, religioso tedesco
- 28 novembre - Federico V di Svevia, duca (n. 1164)
- Mujir al-Din Abaq
- Alice di Namur, nobile francese
- Arcimbaldo di Borbone il Giovane, nobile francese
- Bertrand de Blanchefort, cavaliere medievale francese
- Carlo I, vescovo cattolico italiano
- Luca Crisoberge, arcivescovo ortodosso bizantino
- Gregorio di Dunkeld, vescovo cattolico scozzese
- Giuditta di Babenberg, nobile tedesca (n. 1115)
- Guglielmo VII d'Alvernia, conte
- Ilario di Chichester, vescovo cattolico inglese
- Isacco della Stella, monaco cristiano, teologo e filosofo inglese (n. 1100)
- Stefano di Perche, arcivescovo cattolico francese (n. 1140)
- Ugo di Ibelin, cavaliere medievale francese
- Ugo il Bruno di Lusignano, nobile

## Calendario
| Calendario 1169 | Calendario 1169 | Calendario 1169 | Calendario 1169 | Calendario 1169 | Calendario 1169 | Calendario 1169 | Calendario 1169 | Calendario 1169 | Calendario 1169 | Calendario 1169 | Calendario 1169 | Calendario 1169 | Calendario 1169 | Calendario 1169 | Calendario 1169 | Calendario 1169 | Calendario 1169 | Calendario 1169 | Calendario 1169 | Calendario 1169 | Calendario 1169 | Calendario 1169 | Calendario 1169 | Calendario 1169 | Calendario 1169 | Calendario 1169 | Calendario 1169 | Calendario 1169 | Calendario 1169 | Calendario 1169 | Calendario 1169 | Calendario 1169 |
| --------------- | --------------- | --------------- | --------------- | --------------- | --------------- | --------------- | --------------- | --------------- | --------------- | --------------- | --------------- | --------------- | --------------- | --------------- | --------------- | --------------- | --------------- | --------------- | --------------- | --------------- | --------------- | --------------- | --------------- | --------------- | --------------- | --------------- | --------------- | --------------- | --------------- | --------------- | --------------- | --------------- |
|                 | 1               | 2               | 3               | 4               | 5               | 6               | 7               | 8               | 9               | 10              | 11              | 12              | 13              | 14              | 15              | 16              | 17              | 18              | 19              | 20              | 21              | 22              | 23              | 24              | 25              | 26              | 27              | 28              | 29              | 30              | 31              |                 |
| Gennaio         | Me              | Gi              | Ve              | Sa              | Do              | Lu              | Ma              | Me              | Gi              | Ve              | Sa              | Do              | Lu              | Ma              | Me              | Gi              | Ve              | Sa              | Do              | Lu              | Ma              | Me              | Gi              | Ve              | Sa              | Do              | Lu              | Ma              | Me              | Gi              | Ve              |                 |
| Febbraio        | Sa              | Do              | Lu              | Ma              | Me              | Gi              | Ve              | Sa              | Do              | Lu              | Ma              | Me              | Gi              | Ve              | Sa              | Do              | Lu              | Ma              | Me              | Gi              | Ve              | Sa              | Do              | Lu              | Ma              | Me              | Gi              | Ve              |                 |                 |                 |                 |
| Marzo           | Sa              | Do              | Lu              | Ma              | Me              | Gi              | Ve              | Sa              | Do              | Lu              | Ma              | Me              | Gi              | Ve              | Sa              | Do              | Lu              | Ma              | Me              | Gi              | Ve              | Sa              | Do              | Lu              | Ma              | Me              | Gi              | Ve              | Sa              | Do              | Lu              |                 |
| Aprile          | Ma              | Me              | Gi              | Ve              | Sa              | Do              | Lu              | Ma              | Me              | Gi              | Ve              | Sa              | Do              | Lu              | Ma              | Me              | Gi              | Ve              | Sa              | Do              | Lu              | Ma              | Me              | Gi              | Ve              | Sa              | Do              | Lu              | Ma              | Me              |                 |                 |
| Maggio          | Gi              | Ve              | Sa              | Do              | Lu              | Ma              | Me              | Gi              | Ve              | Sa              | Do              | Lu              | Ma              | Me              | Gi              | Ve              | Sa              | Do              | Lu              | Ma              | Me              | Gi              | Ve              | Sa              | Do              | Lu              | Ma              | Me              | Gi              | Ve              | Sa              |                 |
| Giugno          | Do              | Lu              | Ma              | Me              | Gi              | Ve              | Sa              | Do              | Lu              | Ma              | Me              | Gi              | Ve              | Sa              | Do              | Lu              | Ma              | Me              | Gi              | Ve              | Sa              | Do              | Lu              | Ma              | Me              | Gi              | Ve              | Sa              | Do              | Lu              |                 |                 |
| Luglio          | Ma              | Me              | Gi              | Ve              | Sa              | Do              | Lu              | Ma              | Me              | Gi              | Ve              | Sa              | Do              | Lu              | Ma              | Me              | Gi              | Ve              | Sa              | Do              | Lu              | Ma              | Me              | Gi              | Ve              | Sa              | Do              | Lu              | Ma              | Me              | Gi              |                 |
| Agosto          | Ve              | Sa              | Do              | Lu              | Ma              | Me              | Gi              | Ve              | Sa              | Do              | Lu              | Ma              | Me              | Gi              | Ve              | Sa              | Do              | Lu              | Ma              | Me              | Gi              | Ve              | Sa              | Do              | Lu              | Ma              | Me              | Gi              | Ve              | Sa              | Do              |                 |
| Settembre       | Lu              | Ma              | Me              | Gi              | Ve              | Sa              | Do              | Lu              | Ma              | Me              | Gi              | Ve              | Sa              | Do              | Lu              | Ma              | Me              | Gi              | Ve              | Sa              | Do              | Lu              | Ma              | Me              | Gi              | Ve              | Sa              | Do              | Lu              | Ma              |                 |                 |
| Ottobre         | Me              | Gi              | Ve              | Sa              | Do              | Lu              | Ma              | Me              | Gi              | Ve              | Sa              | Do              | Lu              | Ma              | Me              | Gi              | Ve              | Sa              | Do              | Lu              | Ma              | Me              | Gi              | Ve              | Sa              | Do              | Lu              | Ma              | Me              | Gi              | Ve              |                 |
| Novembre        | Sa              | Do              | Lu              | Ma              | Me              | Gi              | Ve              | Sa              | Do              | Lu              | Ma              | Me              | Gi              | Ve              | Sa              | Do              | Lu              | Ma              | Me              | Gi              | Ve              | Sa              | Do              | Lu              | Ma              | Me              | Gi              | Ve              | Sa              | Do              |                 |                 |
| Dicembre        | Lu              | Ma              | Me              | Gi              | Ve              | Sa              | Do              | Lu              | Ma              | Me              | Gi              | Ve              | Sa              | Do              | Lu              | Ma              | Me              | Gi              | Ve              | Sa              | Do              | Lu              | Ma              | Me              | Gi              | Ve              | Sa              | Do              | Lu              | Ma              | Me              |                 |